# ComfortDelGro
ComfortDelGro est une entreprise de transport de passagers, basée à Singapour. Elle est issue de la fusion en 2003 de Comfort Group et de DelGro.